# KOP
KOP, acrònim de Kolumna d'Odi Proletariat, és un grup establert a Badia del Vallès de música hardcore punk, metall i obert al crossover. Es va crear el 1998 a Rubí (Vallès Occidental) a partir del grup de hardcore Speereth, del qual es van mantenir tres membres («JuanRa», Josep i «Txero»), i destacava per la crítica social i política de les lletres, plenes de ràbia i de compromís. KOP ha cantat en basc, català i castellà.

## Història
A la primeria de la dècada del 1990, va sorgir un moviment musical que es va vindicar al marge de la institucionalització que havia patit el rock en català. Aquesta fornada musical s'emmirallava, en gran part, en el rock radical basc i es va erigir com a rock combatiu català. Aquest moviment, amb una alta càrrega de discurs anticapitalista i independentista, es va difondre en centres socials alliberats i espais alternatius, i amb inspiració en els moviments socials i grups com KOP, Inadaptats o Obrint Pas.
El primer disc de la banda, Internacionalista, va sortir al mercat el 1999. El tema més conegut del disc, Freedom, va tenir la participació de Fermin Muguruza, gran amic del grup. El 2001 van treure al mercat Ofensiva, amb sons més techno, però igual de contundents, i aquell mateix estiu van actuar de teloners de Soulfly, la banda de Max Cavalera, excantant de Sepultura. Tanmateix, a la primeria de setembre, la carrera musical del grup s'estronca a causa de la detenció del cantant de la banda, Juan Ramón Rodríguez «JuanRa», acusat de passar informació al comando Barcelona d'ETA sobre Pedro Varela, propietari de la llibreria Europa i líder del grup neonazi CEDADE. Va ser posat en crida i cerca per la Guàrdia Civil. El gener del 2002 és arrestat als Països Baixos. És extradit, jutjat a Madrid i condemnat a cinc anys de presó per col·laboració amb banda armada. Aquell any, lluny de cancel·lar els concerts, la banda actua sense el cantant, però amb la participació de molts músics d'altres grups.
Després d'uns quants anys de silenci discogràfic arran de la detenció, el 2007 el grup treu al carrer un nou disc, Nostrat, on la meitat de temes són nous, acompanyats per la veu de Fernando, d'El corazón del Sapo i Kuraia, i l'altra meitat, són temes clàssics de la banda reinterpretats per artistes com Revolta 21, Berri Txarrak o Banda Bassotti, entre d'altres.
El maig del 2007, «JuanRa» surt en llibertat i reconstrueix el grup, del qual continua essent l'únic membre original. El 2010 publica Acció Directa. A començaments de 2018, KOP publica el seu sisè àlbum d'estudi, gravat i masteritzat a l'estudi Ultramarinos Costa Brava de Guíxols, amb col·laboracions destacades de The Capaces i Boikot.

## Membres actuals
- Juan Ramón Rodríguez "JuanRa" (Veu)
- Sergi (baix i Veus)
- Gallegu (Guitarra i Veus)
- René (Guitarra i Veus)
- Alan (Bateria)

## Àlbums
- Internacionalista (1999)
- Ez Etsi (2000, senzill)
- Ofensiva (2001)
- Nostrat (2007)
- Acció Directa (2010)
- Som la fúria (2014, senzill)
- Radikal (2016)
- Revolta (2018)
- Per tots els focs que recordo (2020)[5]